# Битва при Изандлване
Битва при Изандлва́не — сражение в ходе англо-зулусской войны, состоявшееся 22 января 1879 года. В этой битве армия зулусов под командованием Нчингвайо Кхозы уничтожила британский отряд под командованием подполковника Генри Пуллейна.

## Подготовка
В апреле 1877 года сэр Бернард Фрер был назначен губернатором Капской колонии и верховным комиссаром Южной Африки. Прибыв на место, он начал детальное изучение ситуации в Зулуленде и подготовку к военной агрессии против зулусов (разрабатывать план военной кампании против зулусов начал полковник британской армии Чемлсфорд, он же составил специальную брошюру о зулусской армии для офицеров британских колониальных войск).
11 декабря 1878 года верховный комиссар Южной Африки Г. Б. Фрер предъявил королю зулусов Кечвайо ультиматум с требованием распустить войска, отменить зулусскую систему армейского призыва и допустить к себе британского резидента с правом контроля действий короля. Фактически, речь шла о порабощении зулусов — превращении королевства в протекторат Британской империи.
Кечвайо отказался, и Британия начала агрессию, объявив ему войну.
Главнокомандующий британских войск в Южной Африке, генерал лорд Челмсфорд, начал выдвижение войск из Питермарицбурга мимо Грейтауна в авангардный лагерь в Хелпмекаре.
9 января 1879 года британские отряды прошли брод Роркс-Дрифт и 11 января начали переправляться через Баффало-Ривер, оказавшись в Зулуленде. Обоз из запряжённых быками телег, которые требовали твёрдых дорог, сильно замедлил передвижение войск.
19 января 1879 года полковник Энтони Дёрнфорд, находившийся у Роркс-Дрифт, получил приказ начать выдвижение к Изандлване.
20 января 1879 года британцы встали лагерем у Изандлваны, но не стали окапываться и строить инженерные укрепления. Кроме того, Челмсфорд не отдал приказ окружить лагерь повозками, поскольку был уверен, что даже без этой меры превосходство британцев в организации, дисциплине и вооружении гарантированно позволит отразить любое нападение зулусов.
После того, как были выставлены пикеты и разбит лагерь, Челмсфорд выслал два туземных батальона для разведки местности и обнаружения сил зулусов. Несмотря на стычки с небольшими зулусскими подразделениями, британцы не смогли оценить размер зулусского войска. После этого, Челмсфорд принял решение разделить свои войска и отправился на поиски зулусов.
В лагере было оставлено соединение под командованием временно произведенного в подполковники Генри Пуллейна. Пуллейн был администратором, не имевшим опыта боевого командования.
Примерно в 10.30 утра в лагерь прибыл полковник Энтони Дёрнфорд с пятью отрядами туземных кавалеристов Натальского корпуса. Это вызвало споры о субординации, так как Дёрнфорд был выше по чину и должен был принять командование. Тем не менее Дёрнфорд не стал менять планов Пуллейна и после обеда выдвинулся вперёд на разведку, оставив во главе отряда того же Пуллейна. Когда зулусы атаковали, он отступил и принял бой на правом фланге британских войск. Он так и не принял командование.

## Соотношение сил сторон

### Британские войска
К началу сражения в британском лагере находилось около 1700 человек — 1400 солдат, а также 300 гражданских лиц (в основном, туземцев, выполнявших функции неквалифицированной рабочей силы — обозники, носильщики, конюхи, чернорабочие, слуги…). Британские войска включали в себя подразделения регулярной армии (штаб, пехотные, кавалерийские, артиллерийские и вспомогательные части), подразделения колониальных войск, вспомогательные подразделения туземных войск и обоз:
- подразделения 24-го пехотного полка (24th Regiment of Foot)[8]
  - 1-й пехотный батальон (пять пехотных рот) и одна рота 2-го пехотного батальона[6][8]
- эскадрон драгун (Imperial Mounted Infantry) — 104 человека[6]
- батарея артиллерийских орудий (два 7-фунтовых орудия) 5-й артиллерийской бригады (5th Brigade, Royal Horse Artillery)[6][8]
- батарея 9-фунтовых ракет системы Конгрейва[8] (две пусковых установки) 7-й артиллерийской бригады (7th Brigade, Royal Artillery)
- вспомогательные и тыловые подразделения (обоз и полевой госпиталь)
- подразделения колониальных войск[8]
  - кавалерийский отряд (Newcastle Mounted Rifles), подразделение конной полиции (Natal Mounted Police) и подразделение пограничной охраны (Buffalo Border Guard)
- подразделения Натальского туземного корпуса (Natal Native Contingent)[8]
  - пять туземных кавалерийских отрядов (Natal Native Horse); отряд туземных карабинеров (Natal Carbineers); шесть туземных пехотных рот и инженерное подразделение (Natal Native Pioneer Corps)

### Зулусы
Зулусские силы представляли собой племенное ополчение, вооружённое копьями-ассегаями, деревянными палицами-кирри и иным холодным оружием, однако отдельные воины были вооружены устаревшим огнестрельным оружием различных типов (в основном, кремнёвыми ружьями — некоторое количество которых Кетчвайо сумел закупить в Мозамбике перед началом войны, ещё несколько ружей были куплены зулусами за слоновую кость у английских торговцев). При этом опыта применения огнестрельного оружия в ходе боевых действиях у зулусов ранее не имелось, стрелковая подготовка воинов была слабой, а запасы боеприпасов и пороха были невелики. Однако зулусы имели многократное численное превосходство над британцами.
В сражении у Изандлваны силы зулусов состояли из нескольких соединений — импи (зулу iMpi), которые состояли из полков (зулу iButho). Каждый полк носил своё название, существовал на протяжении десятилетий и имел свои воинские традиции.

## Битва
Пока Челмсфорд искал зулусские войска, они напали на британский лагерь. Когда Пуллейн отдал приказ стрелковой цепи отступить ближе к лагерю, часть туземных солдат не остановилась на новом рубеже, а предприняла попытку спастись бегством через лагерь. В стрелковой цепи появились разрывы. В результате зулусы практически полностью уничтожили британцев в рукопашном бою. Пленных зулусы не брали, они убили всех, кого смогли.

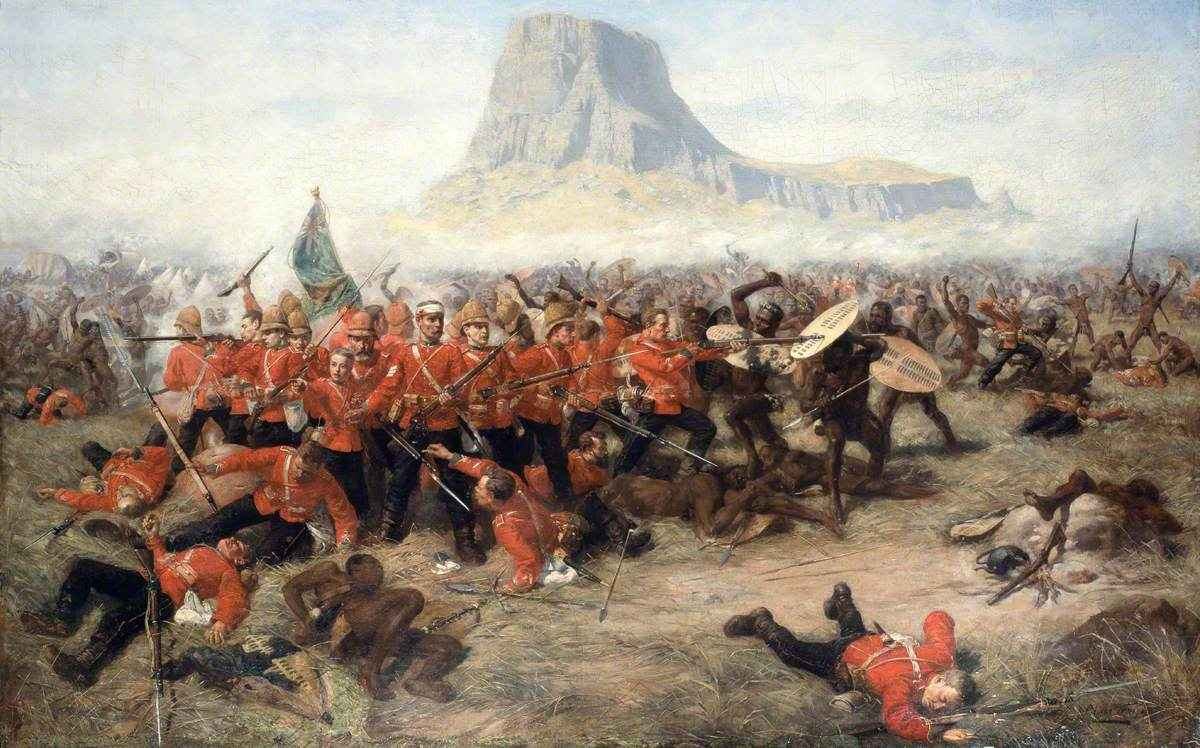
Сражение при Изандлване 22 января 1879 г., гибель британского 24 пехотного полка (картина Ч. Э. Фриппа, 1885 год).

Войска Натальского туземного корпуса быстро прекратили сопротивление и бежали в сторону брода Фьюджитивс-Дрифт («брод беглецов»). Нападавшие преследовали всех бежавших. После битвы зулусы, согласно своей традиции, распороли трупы своих погибших и врагов, чтобы освободить их души.
Челмсфорду, находившемуся примерно в 11 км от места битвы, дважды сообщали о нападении на лагерь, однако холмистая местность мешала ему видеть, что там происходит, и он игнорировал эти сообщения. Одним из обычных приказов в британских войсках было ослаблять растяжки на палатках при нападении на лагерь, чтобы солдаты об них не спотыкались, однако на сей раз это не было сделано. Поскольку Челмсфорд мог видеть, что палатки стоят прямо, он решил, что на лагерь никто не нападает, а звуки выстрелов списал на упражнения по стрельбе. Даже когда началась атака зулусов, Челмсфорд посчитал, что зулусские полки, гнавшиеся за Дёрнфордом, были на самом деле тренирующимся отрядом Натальского туземного корпуса. Челмсфорд вернулся в лагерь лишь вечером того же 22 января и был вынужден расположиться лагерем среди тел погибших. Его войска также слышали звуки битвы у Роркс-Дрифта.

## Причины поражения британских войск
В настоящее время существуют различные взгляды на факторы и обстоятельства, которые привели к поражению британских войск. Практически каждая из теорий имеет обоснование различной степени надёжности (от газетных статей, написанных по горячим следам, до результатов расследования и современных археологических раскопок на поле боя).

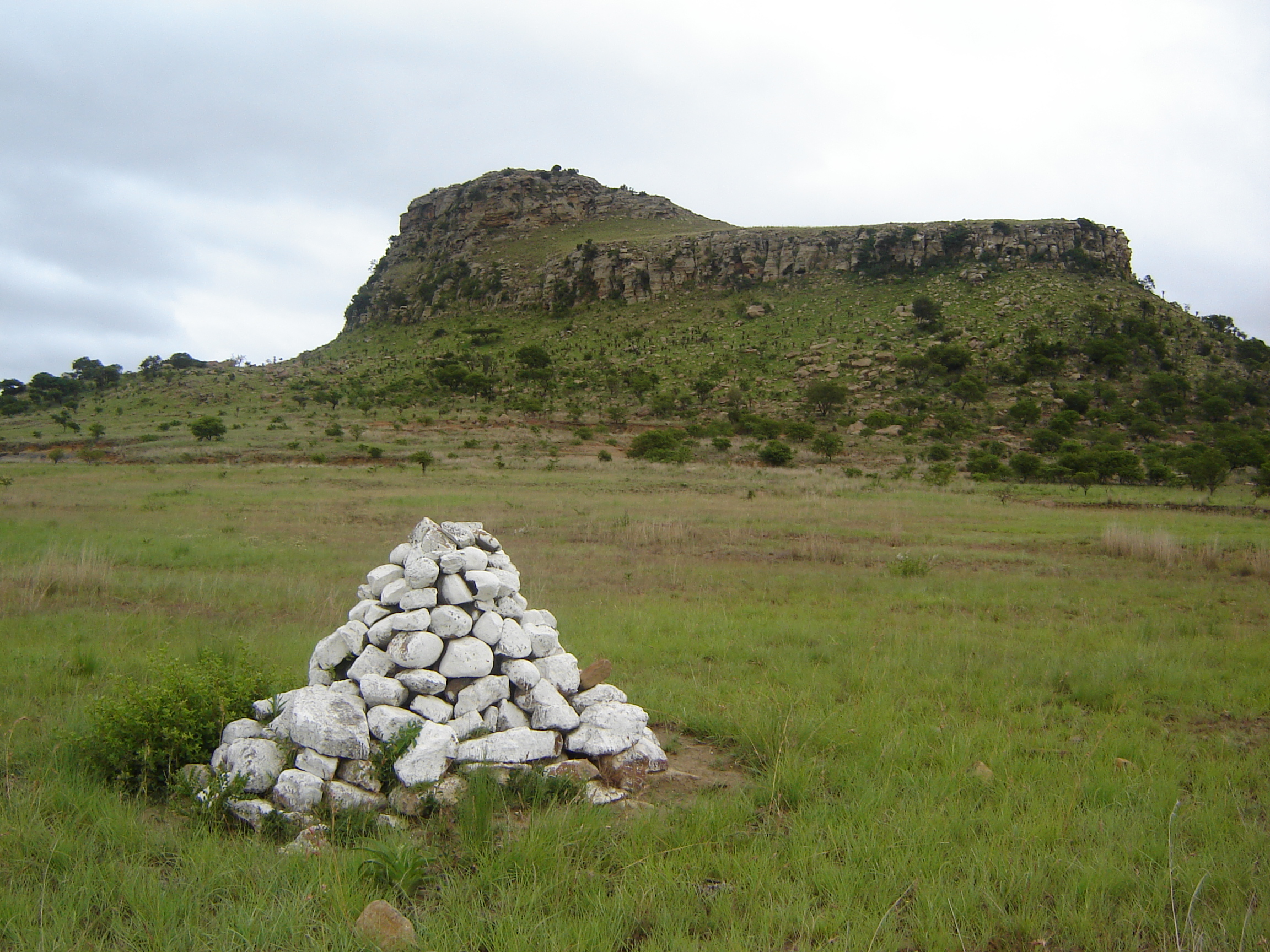
Один из холмиков, отмечающих места массового захоронения британских солдат

- в результате расследования, проведённого по приказу командования британской армии в 1879 году было установлено, что главной причиной поражения британских войск явилась недооценка противника[12]
- зулусам удалось скрыть от британцев местонахождение основных сил своей армии, совершить перемещение войск и скрытно сосредоточить их в районе британского лагеря, обеспечив численное превосходство над британским соединением[11][6]
  - зулусы сумели окружить лагерь и атаковали британские войска с нескольких направлений одновременно, с фронта и тыла, вынуждая англичан рассредоточить свои силы[11]
  - британцы недооценили дисциплину и уровень подготовки зулусских воинов — будучи обнаруженными, они начали стремительное, бегом, сближение с противником, не останавливаясь и не обращая внимания на потери. В последовавшей рукопашной схватке преимущество было на стороне зулусов, которые наступали в плотных боевых порядках[11][6]
- также, уже в 1879 году было отмечено, что стандартная пехотная винтовка системы Мартини-Генри могла перегреваться после десяти быстрых выстрелов при жаркой погоде, что могло вызвать сложности с извлечением стреляной гильзы и как следствие — снижение темпа стрельбы; кроме того, ствол винтовки не был защищён сверху ствольной накладкой — в результате после отстрела боекомплекта из 70 патронов стрелок рисковал обжечь руки о раскалённый ствол, что осложняло ведение штыкового боя[13].
- ещё одной причиной называют проблемы со снабжением боеприпасами:
  - линия обороны находилась на удалении от лагеря, в результате доставка и распределение боеприпасов по стрелковой цепи требовала времени;
  - в обозе 24-го пехотного полка имелись патроны .577/450 Martini-Henry для стандартных пехотных винтовок, однако часть солдат колониальных войск, прибывших с Дёрнфордом, была вооружена оружием иных систем — карабинами .577 Snider Mk.3 carbine (к которым требовались патроны .577 Snider) и .45 Westley Richards Monkeytail Percussion Carbine, запаса патронов к которым не имелось.
- британская линия обороны оказалась слишком растянута: солдаты стояли не плечом к плечу, а на расстоянии в несколько метров друг от друга. Это обстоятельство облегчило зулусам прорыв стрелковой цепи и уничтожение британских солдат в рукопашной схватке.

## Результаты

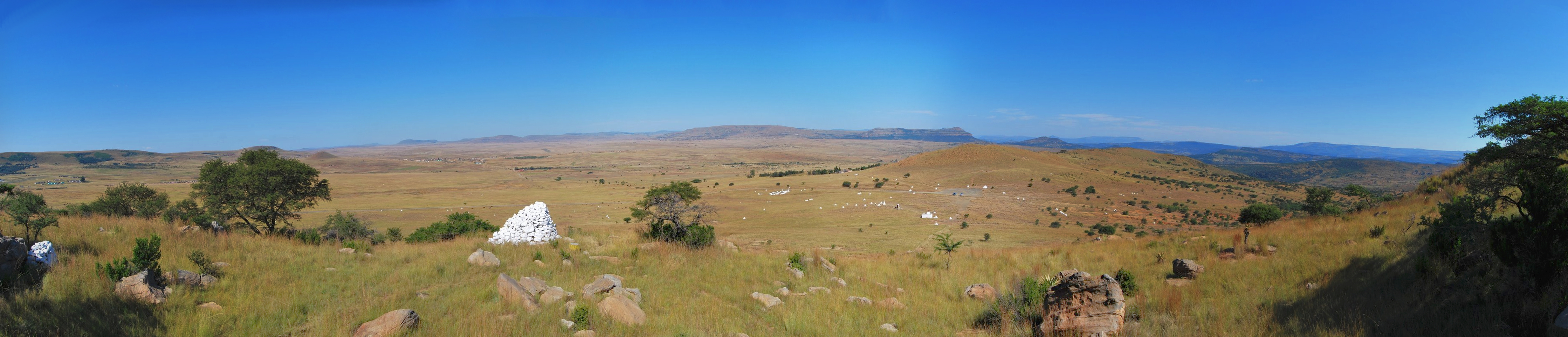
Вид на поле сражения при Изандлване

Британские войска потеряли 1329 военнослужащих убитыми (из них, свыше 800 были европейцами и свыше 500 туземцами), в сражении уцелели не более 60 европейцев и около 300 туземцев, однако ещё несколько из них были убиты зулусами после окончания сражения, во время преследования. В конечном итоге, уцелели и вышли в расположение британских сил 55 европейцев и не более 300 туземцев:
- в частности, несколько человек были убиты во время переправы через реку[6];
- кроме того, уже за Баффало-Ривер, в пяти километрах от границы Зулуленда, при попытке спасти полковое знамя были убиты два лейтенанта — Тейнмаут Мелвилл и Невилл Когхилл.

Участник сражения, британский лейтенант Гораций Смит-Дорриен (позже, во время Первой мировой войны, ставший командующим II Британского корпуса во Фландрии) отметил в воспоминаниях, что перед сражением Кечвайо отдал приказ воинам «убивать солдат в красных мундирах», и поэтому большинство выживших были офицерами (носившими тёмно-синюю полевую униформу), артиллеристами (носившими голубые мундиры) или принадлежали к иррегулярным силам.
Трофеями зулусов стали около 1000 казнозарядных винтовок, два 7-фунтовых артиллерийских орудия (RML 7 pounder Mountain Gun), около 400 тыс. патронов, снаряды, три знамени, 130 телег, тягловые животные, а также иное снаряжение (хотя часть трофеев, в том числе консервы в жестяных банках, обмундирование и палатки, были брошены на поле боя).
Однако только часть лошадей была захвачена, поскольку часть кавалерийских лошадей была убита у коновязей

## Последствия
Победа при Изандлване оказала заметное влияние на ход англо-зулусской войны и замедлила британскую агрессию против зулусов, заставив британцев вести себя осторожнее и с большим уважением к силе зулусской армии — отряд Челмсфорда был вынужден отступить, в дальнейшем солдаты были заняты строительством укреплений вокруг лагерей, и только в июне 1879 года английские войска продвинулись вглубь Зулуленда.
Известие о поражении британских войск вызвало панику в провинции Наталь, особенно сильную в приграничных областях (но даже в Питермарицбурге, находившемся в 60 км от границы, губернатор провёл следующую ночь в здании тюрьмы в ожидании нападения зулусов). Британский епископ провинции Натал Дж. У. Коленсо выступил против продолжения войны.
Крупное поражение Британии в колониальной войне вызвало интерес к событиям в Южной Африке во многих странах Европы (в том числе, в Российской империи), в Ирландии же оно было встречено с ликованием.
В Британии известие о сражении было получено 11 февраля 1879 года, поражение от «дикарей» вызвало возмущение и недовольство правительством Дизраэли, которое проиграло следующие выборы в парламент и было вынуждено уйти в отставку. Губернатору Капской колонии правительство Великобритании объявило выговор.
23 мая 1879 года генерал Челмсфорд был снят с должности командующего.
Победа при Изандлване не стала для зулусов решающей. Как и опасался Кечвайо, даже те в Лондоне, кто не хотел войны, стали поддерживать «ястребов» в правительстве Наталя и согласились предоставить все необходимые для победы над зулусами ресурсы.
Для этого имелось несколько причин. Первыми были империалистическая гордость и расизм: никто не должен был побеждать Британию, а особенно «дикари», рассматривавшиеся как низшая раса; тем самым войну нужно было довести до победного конца. Во-вторых, необходимо было помнить об интересах империи: если бы британцы не покорили зулусов окончательно, это означало бы, что поражение британской армии в битве может изменить имперскую политику.
Британцы проводили параллель между своим положением и положением Римской империи после битвы в Тевтобургском Лесу. Ранее говорилось, что ресурсы, необходимые для победы над зулусами, не окупились бы в результате захвата их земель, но существовала опасность, что победа зулусов могла ободрить противников империи в других странах, и проще было подавить сопротивление зулусов, чем потом справляться с восставшими по всему миру. Поэтому в сложившейся ситуации англичан не устраивало ничего, кроме решительной и убедительной военной победы над зулусами, доказывавшей, что Британская империя непобедима.
В Южную Африку были посланы значительные подкрепления (10 тыс. пехотинцев, 2 тыс. кавалеристов, 10 орудий, боеприпасы и снаряжение), которые вторглись в Зулуленд и одержали несколько побед, включая решающую победу при Улунди, где зулусская армия понесла полное поражение, а Кечвайо попал в плен. Британцы, в буквальном смысле осуществляя политику «разделяй и властвуй», разделили территорию зулусского государства между тринадцатью «вождями», среди которых были Зибебу, Дж. Данн и Хаму, перебежавшие во время войны к британцам. После этого в Зулуленде началась многолетняя гражданская война и когда Кечвайо вернулся из ссылки в Африку, королевство зулусов уже никем не рассматривалось как угроза Британской империи.
В 1907 году два участника сражения — офицеры Тейнмаут Мелвилл и Невилл Когхилл, убитые за Баффало-Ривер — посмертно получили Крест Виктории за попытку спасти полковое знамя.
В сентябре 1908 года Крестом Виктории был награждён ещё один участник сражения — рядовой Сэмюэл Уоссол за спасение другого солдата.

## Память, отражение в культуре и искусстве

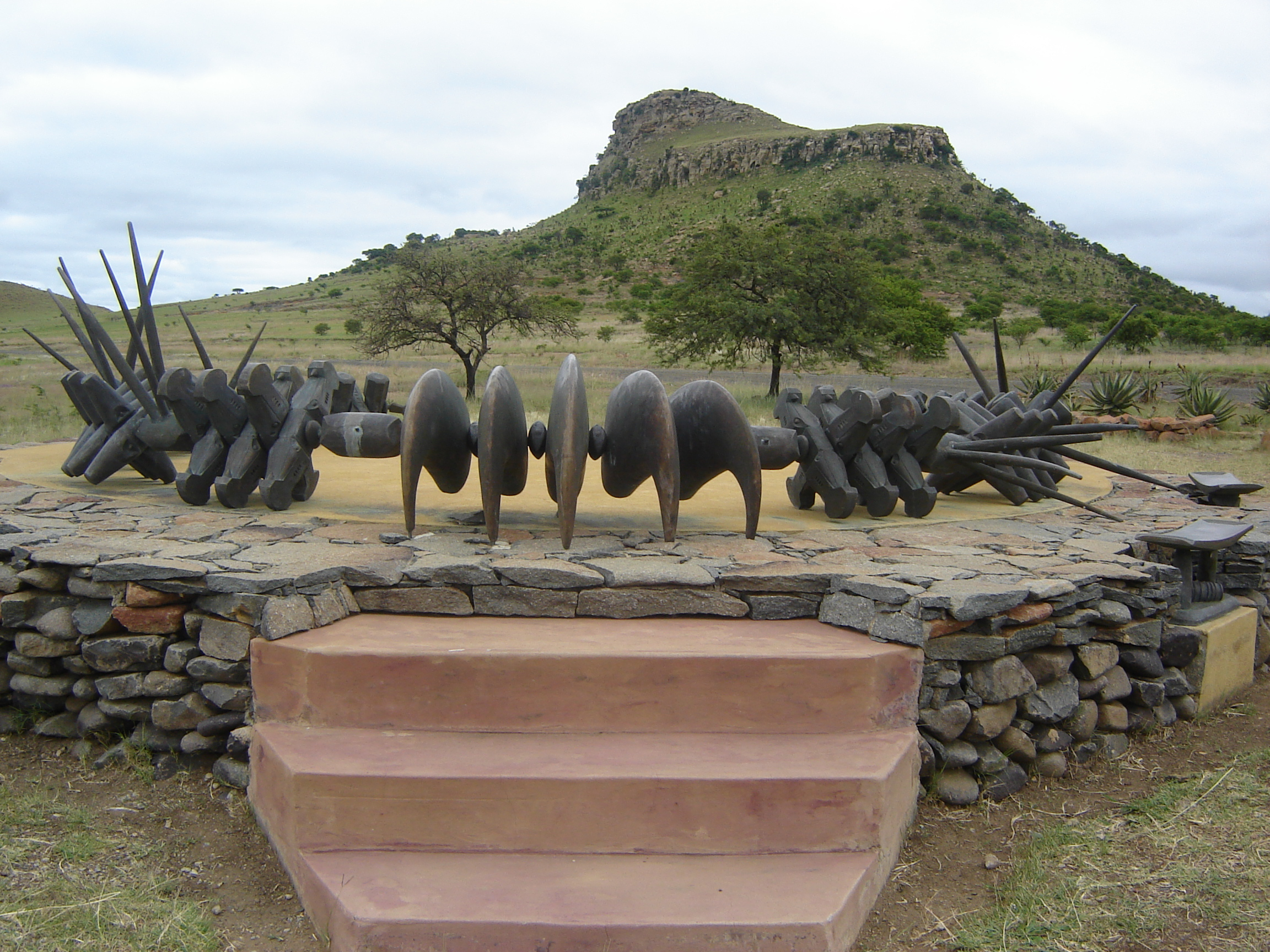
Монумент, увековечивающий память зулусов, павших у холма Изандлвана (сам холм на заднем плане)

- после окончания войны на поле боя был установлен обелиск в память о погибших британских солдатах;
- в 1999 году на поле боя был установлен памятник погибшим в сражении зулусам, выполненный в виде воинского ожерелья (зулу isiqu) — знака доблести воинов зулусской армии
- художественный фильм Рассвет зулусов (1979)